# Tiefenthal, Bad Kreuznach
Tiefenthal là một đô thị thuộc huyện Bad Kreuznach trong bang Rheinland-Pfalz, phía tây nước Đức. Đô thị Tiefenthal, Bad Kreuznach có diện tích 1,35 km², dân số thời điểm ngày 31 tháng 12 năm 2006 là 124 người.